# Ahn (Luksemburg)
Ahn (lb. Ohn) – wieś (Uertschaft) we wschodnim Luksemburgu, w kantonie Grevenmacher, w gminie Wormeldange. Do 3 października 2015 miejscowość leżała w dystrykcie Grevenmacher. Liczy 272 mieszkańców (1 stycznia 2023).